# Michael Schwarzmann
Michael Schwarzmann (* 7. Januar 1991 in Kempten (Allgäu) bzw. Betzigau) ist ein deutscher Radrennfahrer.

## Sportlicher Werdegang
Als Jugendfahrer gewann Schwarzmann 2007 die Deutsche Meisterschaft im Mannschaftszeitfahren und 2009 als Juniorenfahrer die vierte Etappe der Regio Tour.
In seinem ersten Jahr als U23-Fahrer, 2010, wurde er Mitglied des neugegründeten Continental Teams NetApp, das 2011 eine Lizenz als Professional Continental Team erhielt. Im Jahr 2013 wurde er 18. des Halbklassikers Scheldeprijs. Nachdem Schwarzmann im Mai 2016 bei der Schlussetappe der Tour d’Azerbaïdjan im Sprint sein erster Sieg in einem internationalen Eliterennen gelang, bestritt er im folgenden August mit der Vuelta a España 2016 seine erste Grand Tour, bei der er im Massensprint der zweiten Etappe den zweiten Platz belegte.
Bis 2021 war Schwarzmann beim im Jahr 2017 zum UCI WorldTeam aufgestiegenen Team Bora-hansgrohe. In den Jahren 2017 bis 2020 nahm er jeweils an einer Grand Tour teil und verrichtete vorrangig Helferaufgaben für das Team. 
Von 2022 bis 2023 war Schwarzmann für das belgische Team Lotto Soudal aktiv, dass 2023 zu Lotto Dstny wurde. 2022 wurde er beim Giro d’Italia 133. Zur Saison 2024 wechselte er zum UCI ProTeam Israel-Premier Tech.

## Erfolge
2007
- Deutsche Meisterschaft – Mannschaftszeitfahren (Jugend)

2009
- eine Etappe Regio-Tour (Junioren)

2016
- eine Etappe Tour d’Azerbaïdjan

## Grand-Tour-Platzierungen
| Grand Tour            | 2016 | 2017 | 2018 | 2019 | 2020 | 2021 | 2022 | 2023 | 2024 |
| --------------------- | ---- | ---- | ---- | ---- | ---- | ---- | ---- | ---- | ---- |
| Giro d’ItaliaGiro     | –    | –    | –    | 114  | –    | –    | 133  | –    | –    |
| Tour de FranceTour    | –    | –    | –    | –    | –    | –    | –    | –    | –    |
| Vuelta a EspañaVuelta | 157  | 154  | 150  | –    | 122  | –    | –    | –    | –    |